# Clausthal
 (décembre 2023).
Si vous disposez d'ouvrages ou d'articles de référence ou si vous connaissez des sites web de qualité traitant du thème abordé ici, merci de compléter l'article en donnant les références utiles à sa vérifiabilité et en les liant à la section « Notes et références ».
L'agglomération de Clausthal est une ancienne ville minière, aujourd'hui le plus grand quartier de la ville universitaire et minière de Clausthal-Zellerfeld, en Basse-Saxe.

## Histoire
Clausthal se situe à l'intersection de deux routes historiques traversant le Harz, la Alte Harzstraße et la Harzhochstraße, qui correspondent maintenant aux Bundesstraße 241 et 242.
La ville de Clausthal accède en 1554 au statut de « ville minière libre ». Elle fusionne en 1924 avec la ville voisine de Zellerfeld pour former la nouvelle ville minière de Clausthal-Zellerfeld. Le 1er janvier 1972, la commune de Buntenbock, située au sud de Clausthal, est incorporée. De 1972 à 2014, Clausthal est le siège administratif de la Samtgemeinde d'Oberharz (de), qui a été dissoute le 1er janvier 2015. À partir de la ville minière de Clausthal-Zellerfeld, de la ville minière d'Altenau, de la ville minière de Wildemann et la commune de Schulenberg dans l'Oberharz, est constituée la ville universitaire et minière de Clausthal-Zellerfeld. L'hôtel de ville est situé à Clausthal, à côté de l'église du marché.

## Héraldique
Les armoiries de la ville minière de Clausthal sont identifiées depuis 1556. Elles illustrent les outils du mineur (marteau et le pic (de)), derrière un bildstock qui évoque la protection divine des mineurs. Sur celui-ci est dessiné un Christ en croix avec deux adorateurs agenouillés en prière. Un léopard couché devant le sanctuaire symbolise la maison des Welf, qui ont alors un domaine dans la principauté de Grubenhagen correspondant à Clausthal. Dans les reproductions postérieures des armoiries, le sanctuaire est complété par une chapelle dans le pignon duquel la croix figure avec les adorateurs. La chapelle, ou Klause (l'ermitage), illustrerait le nom de la ville. Au XIXe siècle, la représentation se fige sur le blason actuel, avec un lion couché sur une pelouse verte, suivi par les symboles du mineur derrière la chapelle.
Après l'unification de Clausthal et Zellerfeld en 1924, il a fallu attendre jusqu'en 1934, pour que la nouvelle ville de Clausthal-Zellerfeld se dote de ses propres armoiries. L'ancienne symbolique sans la chapelle a été alors reprise, le quartier ajouté de Zellerfeld étant présent par les couleurs rouge et or. Les couleurs de ce blason sont encore révisées en 1953, et adoptées depuis 1955 par la ville de Clausthal-Zellerfeld.